# Atari Masterpieces
Atari Masterpieces est une compilation de jeux vidéo en deux volumes.

## Atari Masterpieces Vol. 1
Atari Masterpieces Vol. 1 est une compilation de jeux vidéo développée par Backbone Entertainment et édité par Atari, sorti en 2005 sur N-Gage.
Elle intègre :
- Asteroids
- Battlezone
- Black Widow
- Millipede
- Missile Command
- Red Baron
- Lunar Lander
- Super Breakout

Elle a été notée 2/20 sur Jeuxvideo.com.

## Atari Masterpieces Vol. 2
Atari Masterpieces Vol. 2 est une compilation de jeux vidéo développée par Backbone Entertainment et édité par Atari, sorti en 2006 sur N-Gage.
Elle intègre :
- Asteroids Deluxe
- Centipede
- Crystal Castles
- Liberator
- Pong
- Space Duel
- Tempest
- Warlords
- Air-Sea Battle (Atari 2600)
- Canyon Bomber (Atari 2600)
- Mini Golf (Atari 2600)
- Video Checkers (Atari 2600)

Elle a été notée 2/20 sur Jeuxvideo.com.